# イブラヒム・ベイ
イブラヒム・ベイ（アラビア語: إبراهيم بك、英語: Ibrahim Bey、1735年 – 1817年）は、エジプトのマムルークのアミール。グルジアの出身。
イブラヒム・ベイは、アブラム・シンジカシュビリ（აბრამ შინჯიკაშვილი）として、グルジア東部、カヘティ州のキリスト教（グルジア正教）聖職者の家に生まれた。子供の時、オスマン帝国の奴隷商人にさらわれ、エジプトで売られた。その地で彼はイスラム教に転向し、マムルークとして育てられた。エジプトのマムルーク支配者アブー・アッ＝ザハブに忠勤を励むことにより頭角を現したイブラヒムはベイの尊称を得るまでになり、やがて最も有力なマムルーク支配者の1人となった。そして、ムラード・ベイとともにエジプトの事実上の支配者として君臨した。2人は、マムルーク体制の転覆を狙うオスマン帝国の執拗な企てと市民の抵抗を退けてその地位を維持した。
イブラヒムはナポレオンが率いてきたフランス軍と、「ピラミッドの戦い」（1798年）と「ヘリオポリスの戦い」（1800年）の2回戦ったがいずれも敗北し、その結果、国の支配権を完全に失った。1811年のムハンマド・アリー・パシャによるマムルーク支配者の大虐殺は生き延びたものの、1817年、無名状態で死亡した。